# Ivan Grohar

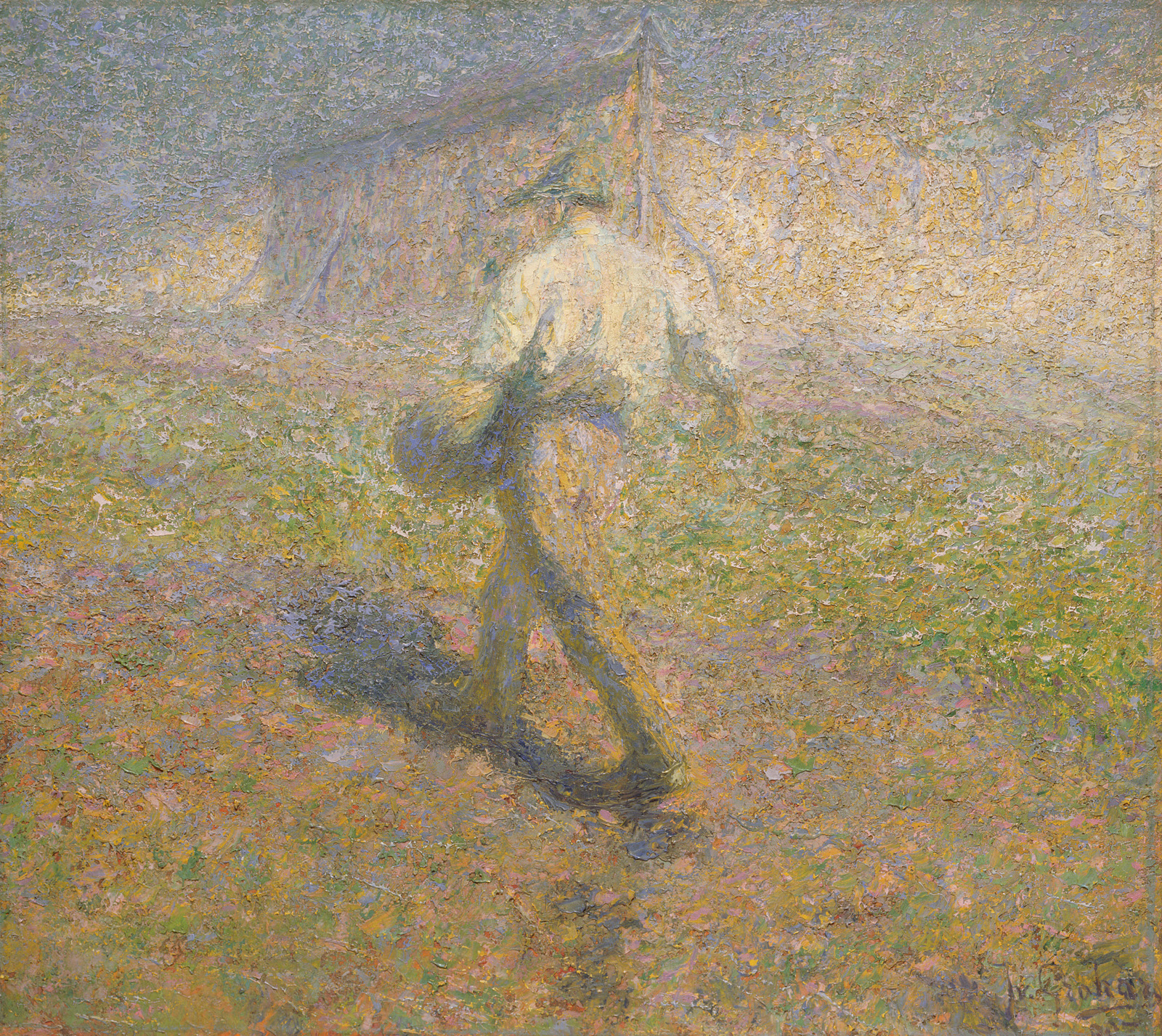
Ivan Grohar: Semănătorul.

Ivan Grohar (n. 15 iunie 1867, Spodnja Sorica – d. 19 aprilie 1911 Ljubljana) a fost cel mai reprezentativ pictor impresionist sloven. Printre cele mai cunoscute lucrări ale sale se numară tabloul Semănătorul (1907). Imaginea semănătorului a fost reprodusă și pe moneda de 5 eurocenți emisă în Slovenia.